# Olev Vinn
Olev Vinn (né le 26 janvier 1971) est un paléontologue en Estonie. Il a publié plus de 240 articles scientifiques.
En 2017, il a reçu le prix estonien des sciences d'État en géosciences.

## Éléments personnels
Ayant achevé ses études secondaires en 1989, il entre à l'Université de Tartu, dont il ressort diplômé en géologie en 1993. Vinn est titulaire d'une M.Sc. diplôme en paléontologie et stratigraphie de l'Université de Tartu en 1995 et un doctorat en géologie de la même université en 2001.